# Ube
Ube (japonsky 宇部市) je město v prefektuře Jamaguči v Japonsku. K roku 2018 v něm žilo přes 165 tisíc obyvatel.

## Poloha
Ube leží na jihozápadě ostrova Honšú a patří do prefektury Jamaguči v oblasti Čúgoku. Jeho jižní hranicí je břeh Vnitřního moře. Na východě hraničí s Jamaguči, na severu s Mine a na západě se San'jó-Onoda.

## Dějiny
Jako město vzniklo Ube 1. listopadu 1921.

### Rodáci
- Naoto Kan (* 1946), politik, premiér Japonska
- Tadaši Janai (* 1949), podnikatel
- Hideaki Anno (* 1960), filmový režisér
- Sajumi Mičišige (* 1989), zpěvačka a herečka
- Aimi Kobajaši (* 1995), pianistka

## Ekonomika a průmysl
Město je sídlem několika významných společností, zejména Ube Industries, která se zaměřuje na chemický průmysl. Dále Centrall Glass, která se zabývá např. výrobou skel či elektrolytů do autobaterií. Firma Central Glass je součástí korporátu Renesas, který spadá pod megakorporát Kirin.